# Port de Trieste
Le port de Trieste est un port situé dans le golfe de Trieste, dans la ville homonyme de la Haute Adriatique, dans la région autonome de Frioul-Vénétie Julienne en Italie, à proximité immédiate de la Slovénie et du port de Koper.
Premier port pour le trafic de fret en Italie avec 62 millions de tonnes par an, dont 75% de produits pétroliers en 2017, c'est le principal terminal pétrolier de la mer Méditerranée. En 2020, le port de Trieste a traité 54 millions de tonnes de marchandises, dont 37,5 millions de tonnes de vrac liquide (pétrole) équivalant à 73% du volume total des marchandises.
Le port en eau profonde est considéré comme la porte d'entrée maritime du nord de l'Italie, de l'Allemagne, de l'Autriche et de l'Europe centrale et le point final de la route maritime de la soie  avec ses liaisons via le canal de Suez ou la Turquie vers la Chine, le Japon et de nombreux pays asiatiques. Le port de Trieste est une plaque tournante logistique ; il est relié à la région de la mer Baltique et à la Scandinavie via l'axe Baltique-Adriatique.

## Organisation et structure
Le port est divisé en cinq zones, correspondant aux cinq zones franches, dont trois sont utilisées à des fins commerciales et exploitées de manière privée :
- le Punto Franco Vecchio (Vieux Port Franc),
- le Punto Franco Nuovo (Nouveau port franc),
- le terminal del legname (terminal du bois), connu sous le nom de scalo legnami (parc à bois).

Les deux autres sont utilisées à des fins industrielles et sont gérées directement par l'Autorité Portuaire :
- le Punto Franco olii minerali (port franc des huiles minérales), le terminal pétrolier desservant l'oléoduc Trieste-Ingolstadt,
- le Punto Franco del canale di Zaule (port franc du canal de Zaul), un terminal industriel.

L'ensemble de la zone portuaire a une superficie de 2 304 000 mètres carrés, dont 1 765 000 mètres carrés sont destinés à la zone du port franc. 925 000 mètres carrés d'espace de stockage sont disponibles, dont 500 000 mètres carrés fermés et couverts. La zone franche est un pays douanier étranger de l'Union européenne.
Le port de Trieste dispose de 12 quais et de 47 postes d'amarrage opérationnels. Le réseau ferroviaire dans le port se compose de 75 kilomètres de voies, avec des embranchements particuliers directs pour tous les quais.

## Histoire

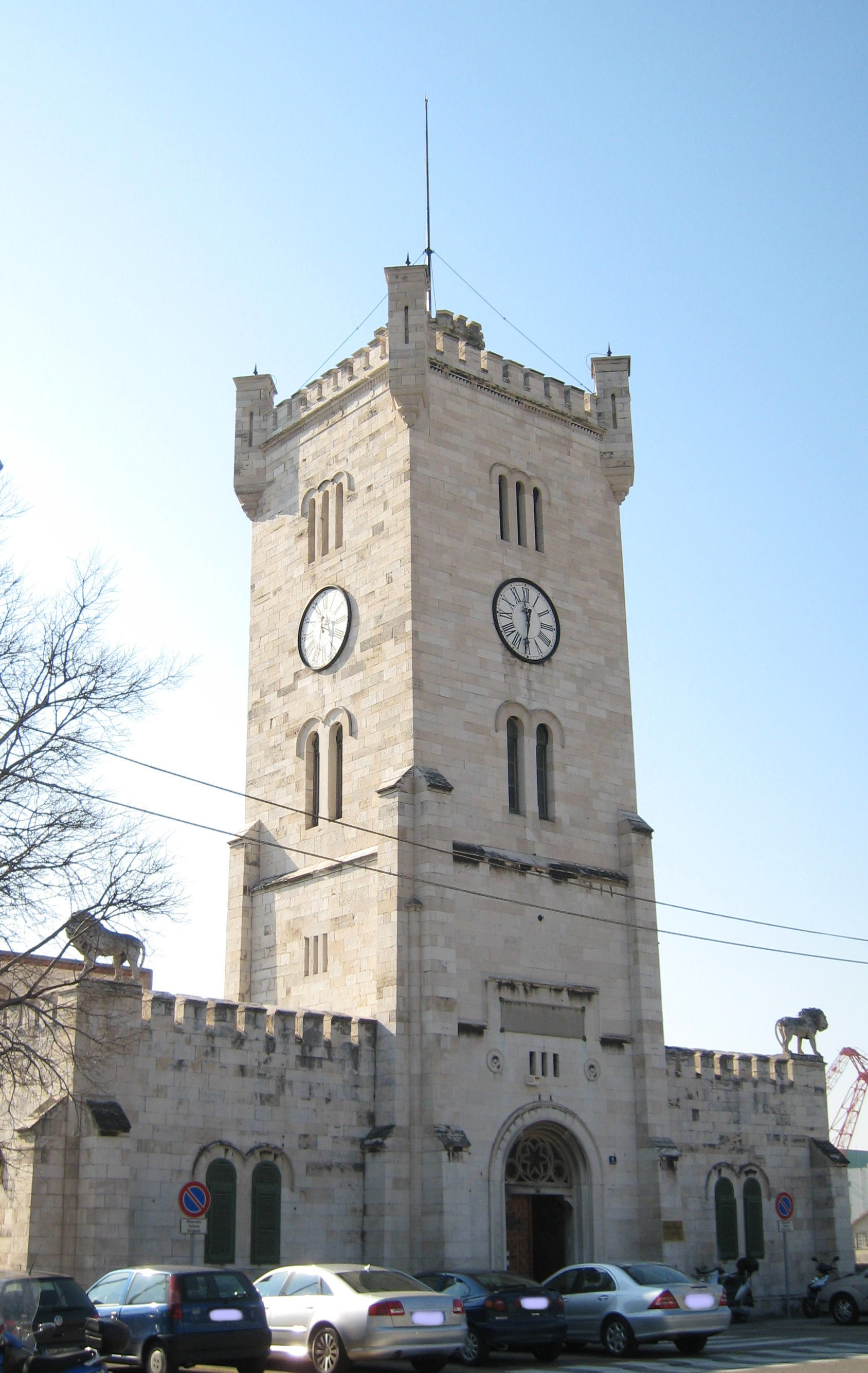
En 1850, la Lloyd Society autrichienne chargea l'architecte danois Christian Hansen de concevoir un site pour le nouvel arsenal car l'ancien avait été exproprié au profit de la marine autrichienne. C'est aujourd'hui le siège de l'Autorité Portuaire de Trieste.

### Naissance et développement
L'histoire du port de Trieste commence au XVIIIe siècle, à la suite de la déclaration de liberté de navigation dans l'Adriatique en 1717 et à l'octroi de la licence de port franc en 1719 par Charles VI empereur du Saint-Empire.
Avec les licences du 9 janvier 1745 et du 27 avril 1769, Marie-Thérèse d'Autriche (1717-1780) confirme le caractère de port franc, élargissant ses privilèges. La seconde rétablit notamment l'ancien privilège de l'absence de droits sur les biens de consommation sortant de Carniole, destinés à la ville et à son territoire, et ajoute des avantages douaniers similaires également pour l'importation de matières premières et l'exportation de produits finis des usines de Trieste vers d'autres provinces autrichiennes.
Avec le soutien de l'Autriche, Trieste remplace Venise dans son rôle de leader dans le commerce avec le Proche-Orient et devient le plus grand centre commercial de l'Adriatique. En1802, 5442 navires arrivent au port de Trieste d'où sont expédiées 483 326 tonnes de marchandises manutentionnées. Au plus fort de l'apogée de Trieste, environ 100 ans plus tard, il y a plus de deux fois plus de navires et plus de dix fois plus de transbordement de marchandises. Les principaux biens commerciaux sont le café, le sucre et les fruits tropicaux ainsi que les vins, les huiles, le coton, le fer, le bois et les machines.
Avec le traité de Schönbrunn (1809), le port passe sous domination française avant d'être regagné par le gouvernement autrichien après la défaite de Napoléon Ier et le traité de Paris (1814). Le statut de port franc reste conservé à ce jour.
Le port commence progressivement à occuper une place de plus en plus importante, au carrefour du transport maritime et terrestre qui exploite le corridor de la mer Adriatique. Dans la seconde moitié du XIXe siècle, l'importance du port de Trieste ne cesse d'augmenter grâce à l'arrivée de la liaison ferroviaire avec Vienne et à la construction de nouveaux complexes (appelés aujourd'hui Porto Vecchio). Des compagnies maritimes et des chantiers navals sont fondés dans la ville de Trieste en pleine expansion, en plus des compagnies d'assurance et des succursales bancaires, dont le Lloyds autrichien (1833), le chantier naval San Marco (1839/1840), le chantier naval Giuseppe Tonellos (1852) et en 1860 le Lloyd Arsenal, car les chantiers navals privés ne peuvent plus répondre à la demande de la compagnie maritime en pleine croissance. Depuis le 16 juin 1930, tous les chantiers navals de Trieste (à l'exception de ceux de la Lloyd) sont réunis dans la société Cantieri Riuniti dell'Adriatico.
Après l'ouverture en 1869, du canal de Suez le port de Trieste nécessite un nouvel agrandissement qui est terminé, après plusieurs arrêts, au milieu des années 1920. L'ouverture du canal encore renforce la fonction du port de Trieste en tant que porte d'entrée vers les centres économiques d'Europe centrale, le long des routes commerciales vers le Moyen-Orient et l'Extrême-Orient. Les produits industriels autrichiens sont désormais également vendus en Turquie, en Égypte et en Syrie. En1880, le volume de manutention dans les ports de Trieste est de 1 225 millions de tonnes. En 1912, ce volume passe à 4 573 millions de tonnes. En 1883, la reconstruction portuaire de 30 millions de couronnes dans le sud de la ville est achevée. Les zones de stockage et la nouvelle gare centrale de Trieste, qui existe encore aujourd'hui, seule gare de voyageurs de la ville, sont en grande partie construites. Cependant, la gare la plus importante jusqu'en 1918 est la gare d'État (stazione della stato). Le nouveau port (porto nuovo), agrandi à partir de 1898 et appelé Josephs-Hafen jusqu'à la fin de la monarchie, s'étend entre celui-ci et la zone de Lloyd. À cette époque, la plus grande compagnie maritime d'Autriche-Hongrie est la Lloyds autrichien, qui est également l'une des plus grandes compagnies maritimes du monde qui a son siège à Trieste.
Aux côtés des installations de Buenos Aires, Calcutta et Hambourg, Trieste est l'un des premiers ports au monde à être équipé d'un système hydrodynamique. Le bâtiment à cet effet est situé derrière la jetée principale et se caractérise par deux tours sur la façade principale. Le système alimentait en électricité diverses grues de quai ainsi que des grues et des systèmes de levage dans les entrepôts. Il n'est plus en activité depuis 1983. L'usine et le bâtiment sont exemplaires de l'architecture industrielle kaiserlich-königlich de l'époque et du patrimoine industriel du port.
Les expansions se poursuivent au cours des années 1960 avec l'ouverture de l'oléoduc transalpin et dans les années 1970 avec l'achèvement du terminal pour conteneurs.
Avec le traité de Paris (1947), l'établissement du Territoire libre de Trieste (FTT) sous la protection de l'ONU est envisagé. La création de la FTT est résolue par la définition des frontières entre l'Italie et l'ancienne République de Yougoslavie avec le protocole de Londres du 5 octobre 1954. Les frontières fixées en 1954 deviennent définitives avec le traité d'Osimo en 1975. Le port franc de Trieste est un port européen extra-douanier et accessible en passant par la douane. En 2014, l'Autorité portuaire a présenté une étude sur le point franc de Trieste et ses avantages, notant que le port de Trieste dispose de 73% d'installations en plus que les autres ports.

### Le port

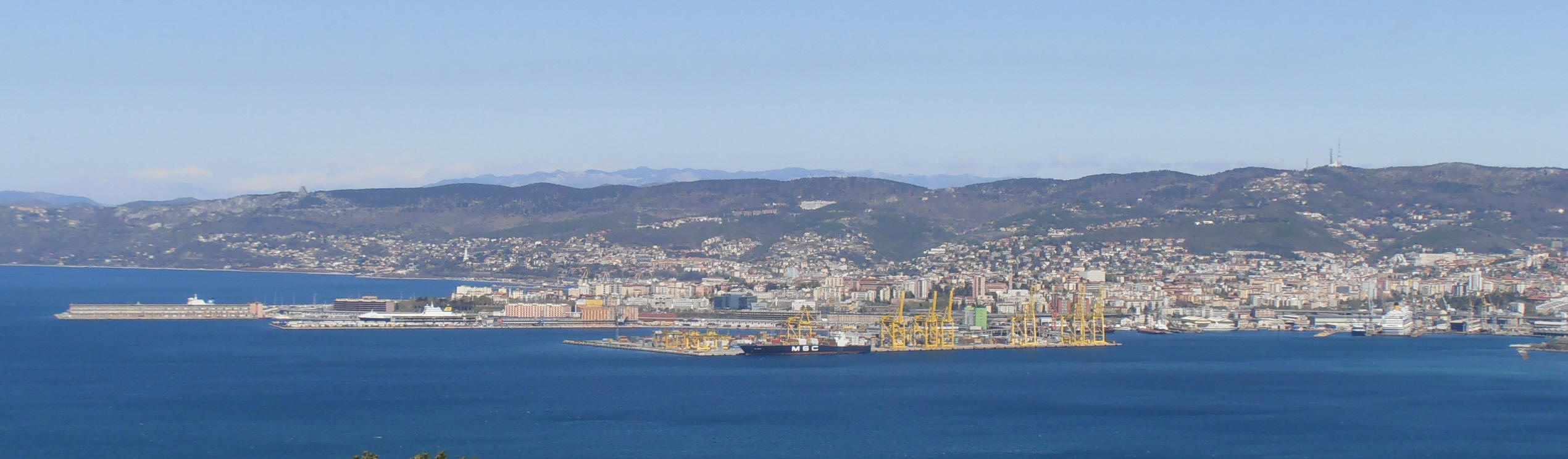
Le nouveau port.

Le port de Trieste possède la plus grande autoroute de la mer entre la Turquie et l'Europe exploitée avec dix ferries de la société UN Ro-Ro qui détient également 60 % des actions de Samer Seaports & Terminals, la société qui gère le terminal où accostent les ferries qui relient le port Julien à ceux d'Istanbul et de Mersin. Trois autres ferries d'Ekol Logistik partent du quai VI reliant Trieste à Haydarpaşa (Istanbul).
En ce qui concerne le trafic de conteneurs, le port de Trieste est utilisé par les grandes entreprises mondiales, telles que Maersk, CMA CGM, MSC, Evergreen, ZIM, Safmarine et Cosco, et est le deuxième port de conteneurs de l'Adriatique après Koper (Slovénie) et avant Venise, totalisant en 2019 le chiffre record de 789 594 TEU (2020 : 776 025 TEU ; 2021 : 757 243 EVP).
Le port de Trieste dispose également d'un terminal passagers moderne qui a plus que doublé son trafic entre 2010 et 2013 et qui, dans le contexte de la diminution du passage des grands navires à Venise, est proposé aux compagnies de croisières comme port de passagers de référence pour la Haute Adriatique avec des liaisons terrestres et maritimes avec la ville lagunaire. Depuis 2014, le port de Trieste fait également l'objet d'un intérêt et d'investissements croissants de la part du gouvernement chinois et de nombreuses entreprises basées en Chine, qui y voient un port important dans le cadre du grand projet de connectivité infrastructurelle du nouvelle route de la soie.
Depuis 2019, le port de Trieste et celui de La Spezia sont les deux seuls hubs italiens équipés d'infrastructures ferroviaires adéquates pour le transport intermodal par route. Si la Ligurie présente un déficit spécifique de liaisons d'importance nationale (LGV Milan - Gênes) et à l'étranger (ligne Rhin-Alpes), les tronçons italiens des corridors européens du RTE-T n'ont pas été redondants sur plusieurs lignes de manière à garantir la continuité de service et éviter la paralysie du système en cas de panne, sabotage ou autre cause d'interruption.
La ligne à grande capacité Venise-Trieste est en phase d'étude de faisabilité, et constitue une alternative au projet d'augmentation de la vitesse sur le tronçon existant avec une réduction des temps de parcours de 30 minutes et un coût de 1,8 milliard d'euros,.

## Plan de réglementation portuaire
Le port de Trieste a conclu en 2015 le processus d'approbation du nouveau Plan de Réglementation Portuaire qui intervient avec divers changements, parfois significatifs, sur sa structure :
1. Modernisation du terminal passagers de la jetée Bersaglieri destinée à l'amarrage des navires de croisière modernes de plus de 300 mètres de long (la jetée sera allongée de 220 mètres à 370 mètres et le fond marin aura jusqu'à 11 mètres de profondeur).
2. Construction d'un terminal de fret moderne avec plus de 35 ha de superficie, d'entrepôts et de postes d'amarrage pour les navires de taille moyenne à grande dans l'attente d'intégrer les quais V et VI.
3. Doublement du quai VII, terminal à conteneurs, entraînant un doublement de la capacité jusqu'à 1,5 million d'EVP.
4. Construction de la plateforme logistique qui couvre une superficie d'environ 247 000 m² et prévoit la construction de 140000 m² de nouveaux quais, une gare ferroviaire et de nouveaux bâtiments dont un entrepôt à température ambiante, une chambre froide, des espaces destinés au stockage de conteneurs, un immeuble de bureaux et des parkings. Avec la délibération officielle et définitive du 6 septembre 2013 du Cipe de 32 € millions pour la plate-forme logistique (132 millions dont 70 de l'Autorité portuaire, 32 millions du Cipe, 30 millions du privé), les travaux ont été approuvés le 12 mai 2014 avec l'attribution des travaux à I.CO. P. spa, Cosmo Ambiente srl, Parisi Casa di Spedizioni spa et Interporto Bologna spa au lieu de Mantovani spa, Venice Green Terminal srl et Samer Seaports and Terminals srl. La décision en faveur du groupement « ICOP » a été formalisée à la suite de l'exclusion, au vu du résultat des vérifications judiciaires effectuées sur les déclarations de substitution en application de l'art. 38 du décret législatif 163/2006, du groupement temporaire d'entreprises avec l'entreprise de construction Ing. E. Mantovani Sp A., qui avait été déclaré entrepreneur provisoire.
5. Construction du nouveau quai VIII, qui sera principalement utilisée pour le trafic de conteneurs et qui constitue le tronçon suivant celui de la plate-forme logistique, où pourront accoster les méga-navires de dernière génération avec un tirant d'eau allant jusqu'à 18 mètres.
6. Construction d'un nouveau terminal roulier dans la partie sud du port qui aura une structure capable d'accueillir quatre navires rouliers en même temps et qui sera équipé de larges aires de trafic et d'excellentes liaisons routières et ferroviaires.
7. Approbation de l'utilisation de l'ancienne zone portuaire par le secteur touristique et urbain, avec l'accord conséquent pour la restauration d'entrepôts de haute qualité, en particulier dans le domaine architectural et avec l'abandon conséquent de la zone des activités logistiques-portuaires.

En 2013, la Région Frioul-Vénétie Julienne et l'Autorité portuaire de Trieste ont lancé un plan d'investissements d'infrastructures et d'incitations économiques pour le développement du transport intermodal combiné, notamment ferroviaire. Les opérations se sont déroulées en coordination avec Alpe Adria, une entreprise publique de manutention logistique active dans le port de Trieste,. Les volumes traités par Alpe Adria en 2011 ont été estimés à environ 393 000 EVP, en hausse de 24 % par rapport à l'année précédente.

## Le Vieux-Port

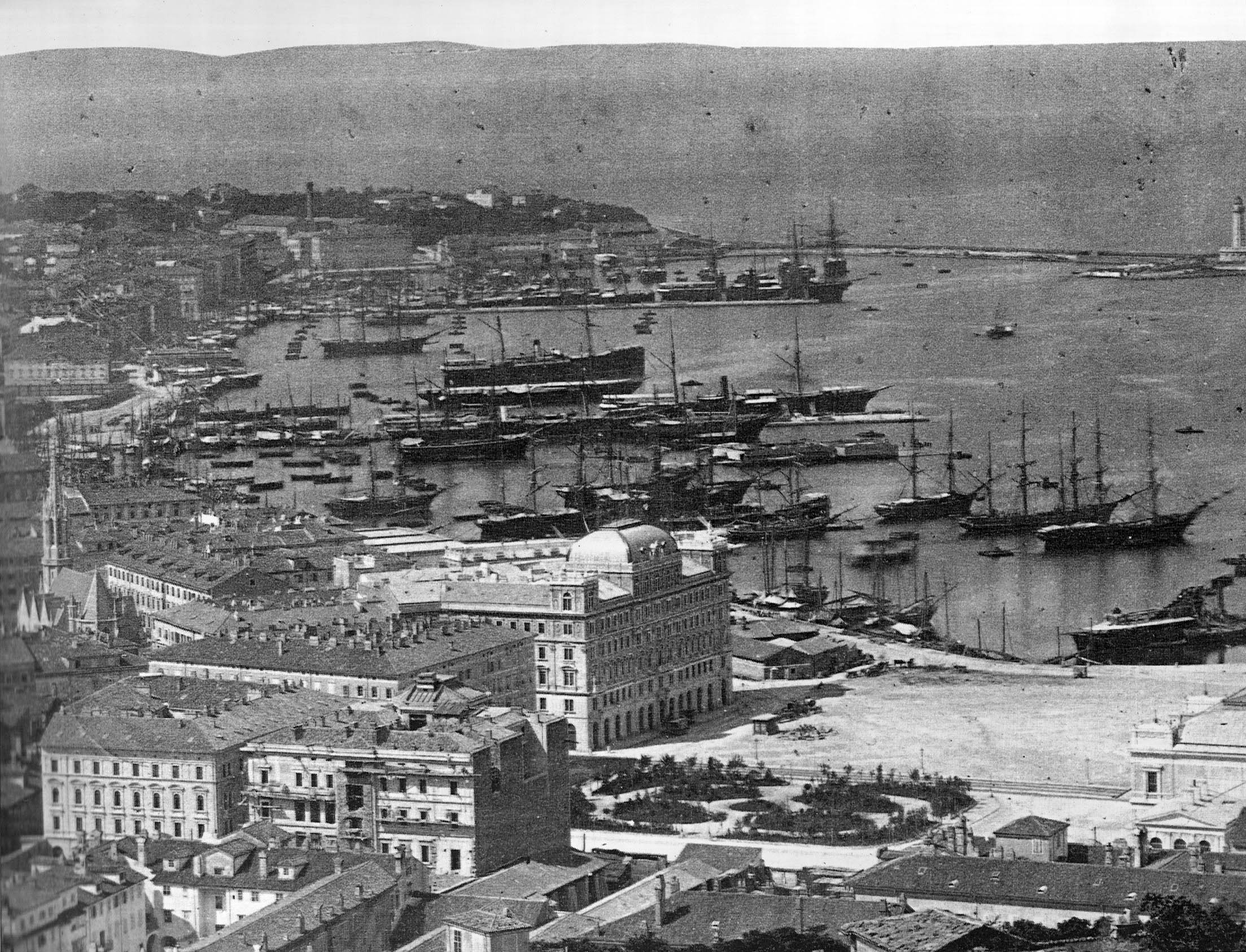
Vue sur le port en 1885.

Le Vieux-Port, situé au cœur de la ville, s'étend sur une superficie d'environ 617 000 m² de l'embouchure du Grand Canal de Trieste jusqu'aux limites du quartier de Barcola. Dans cette zone, les liens étroits entre la ville et le port, et le processus commun de développement urbain et historique deviennent évidents.
Porto Vecchio disposait de cinq quais (0 ; I ; II ; III et IV), et de 23 grands bâtiments comprenant des entrepôts et des structures techniques et administratives, l'ensemble, y compris les plus de 3000 mètres de quais, était protégé par un brise-lames. Le port était également relié à la voie ferrée Trieste-Vienne.
Les entrepôts et hangars, qui comptaient initialement 38 bâtiments, peuvent être divisés en trois types de bâtiments :
- bâtiments à un étage, principalement des entrepôts et des magasins,
- bâtiments à deux ou trois étages, hors sol avec caves et greniers et avec des balcons soutenus par des colonnes en fonte qui relient l'avant-corps,
- bâtiments hors sol de quatre étages avec caves, qui sont de construction plus récente et ont souvent un accès au niveau de la rue.

Les entrepôts étaient initialement équipés de grues, d'ascenseurs, de palans et d'autres appareils de levage utilisés pour le chargement et le déchargement des marchandises. Les bâtiments des premier et deuxième groupes disposaient d'un escalier (une plate-forme surélevée, d'environ 1 mètre de haut, servant à effectuer les opérations de chargement et de déchargement avec des wagons), tandis que ceux du troisième groupe, érigés plus récemment (au début de 1900) ont des portes d'entrée au niveau du sol.
L'architecture de ces édifices monumentaux se caractérise par des lignes verticales et horizontales le long des façades. Les lignes horizontales (les corniches, par exemple) donnent aux bâtiments un aspect longitudinal, tandis que les lignes verticales (lésènes et avant-corps) créent des interruptions. Les éléments structuraux acquièrent une valeur architecturale du fait de l'harmonisation des lignes.
L'utilisation de différents matériaux de finition, grâce au travail de maîtres décorateurs et de tailleurs de pierre, a doté ces édifices d'une série d'éléments décoratifs. Bandeaux, modillons, chapiteaux, fondations, appuis de fenêtre produisent un effet qui crée une impression chromatique uniforme à travers des couleurs naturelles. Les balustres en fonte caractérisent les rez-de-chaussée des hangars.

## Chantiers navals
- Bassins 1 et 2 : Océan
- Quai 3 : FINCANTIERI ATSM - Arsenale Triestino San Marco - ancien Lloyd Triestino désormais en cale sèche jusqu'à 20 000 GRT
- Quai 4: FINCANTIERI ATSM - Arsenale Triestino San Marco - cale sèche jusqu'à 140 000 GRT
- Le chantier naval San Rocco est désaffecté et démoli